# Raionul Șmerinca, județul Moghilău

Raionul Șmerinca a fost unul din cele șapte raioane ale județului Moghilău din Guvernământul Transnistriei între 1941 și 1944.